# سلوبودان گروجیچ
سلوبودان گروجیچ (انگلیسی: Slobodan Grujić؛ زادهٔ ۲۴ اوت ۱۹۷۳) یک بازیکن تنیس روی میز اهل صربستان و مونته‌نگرو است. 
وی در مسابقات کشوری و بین‌المللی در مجموع برنده ۲ مدال طلا، ۲ مدال نقره، ۵ مدال برنز شده‌است.